# Cacamatzin
Cacamatzin o Cacama (c.1483 - 1520) fue tlatoani de Tetzcuco, ciudad que formaba parte de la Triple Alianza, junto con Tenochtitlan y Tlacopan. 
Cacamatzin era hijo de su predecesor como tlatoani Nezahualpilli y de Chalchiuhnenetzin[cita requerida], una hermana de Motecuzoma de Tenochtitlan. En 1515 la elección de Cacamatzin fue hecha en aplicación de una alianza matrimonial establecida tiempo atrás con Tenochtitlan, pues tanto su padre Nezahualpilli como su abuelo Nezahualcóyotl como su bisabuelo Ixtlilxochitl habían casado con princesas de la casa real tenochca. Dicho matrimonio hipogámico significaba una alianza subordinante, de modo que Tetzcoco era aliado principal pero también subordinado a la capital del Imperio Mexica o Triple Alianza.

## Llegada de los españoles a Tenochtitlan
Hernán Cortés en 1519 había realizado alianzas con los totonacas y los tlaxcaltecas después de la matanza de Cholula, la marcha de los conquistadores seguía con paso firma hacia Tenochtitlan. Mediante regalos enviados por sus embajadores, Moctezuma intentaba convencer a Cortés de no seguir avanzando a Tenochtitlan.
Después de que los conquistadores españoles lograron cruzar el llamado paso de Cortés, Cacamatzin, se encontró con ellos en un lugar ubicado entre Amecameca e Iztapalapa; portando regalos y tratando de evitar de manera pacífica el avance de Cortés hacia Tenochtitlan, pero el intento fue inútil. El 8 de noviembre de 1519 los españoles llegaron a la ciudad; Cacamatizin formó parte del séquito de Moctezuma quien salió a recibir a Hernán Cortés en la calzada de Iztapalapa.
Después de la batalla de Nautla en donde se enfrentaron fuerzas mexicas al mando de Cuauhpopoca contra Juan de Escalante y los totonacas. Cortés puso bajo arresto a Moctezuma y le reclamó la muerte de sus soldados; el huey tlatoani mandó traer a los responsables y cedió el derecho de juicio a Cortés quién ejecutó a Cuauhpopoca junto con su hijo y quince principales. A pesar de la ejecución, el arraigo de Moctezuma continuó con una guardia de cuatro capitanes y treinta soldados españoles.

## Rebelión
Estando hospedados en el palacio de Axayácatl, los españoles descubrieron la sala donde se encontraban los tesoros del abuelo de Moctezuma. Cortés preguntó al huey tlatoani por los lugares donde procedía el oro, tras la respuesta se organizaron expediciones a las regiones de Zacatula, Pánuco y Coatzacoalcos; Cortés también exigió a Moctezuma que pidiera a todos sus vasallos tributar de inmediato todo el oro disponible. Tetlahuehuezquititzin y Netzahualquentzin, ambos hermanos de Cacamatzin, fueron los responsables en Tetzcuco, de entregar el oro a los españoles. Debido a un malentendido, se sospechó de una probable traición por parte de Netzahualquentzin, éste fue arrestado y llevado frente a Cortés quien lo sentenció a la horca, pero Moctezuma intercedió y la sentencia fue suspendida, no obstante Netzahualquentzin había sido azotado.
Exacerbado por los acontecimientos, Cacamatzin convocó a sus vasallos, a su primo y señor de Coyoacán, así como al tlatoani de Tlacopan Totoquihuatzin, al señor de Iztapalapa Cuitláhuac, y al señor de Matlatzinco, para rebelarse en contra de los conquistadores españoles. Sin embargo Moctezuma embelesado por los europeos, y no queriendo ver a Tenochtitlan bajo guerra, alertó a Cortés, quien trató de pactar la paz con el señor de Tetzcuco. La respuesta de Cacamatzin fue negativa, incluso argumentó que no creía en sus mentiras y que no sería convencido como lo había sido el huey tlatoani.
Moctezuma por medio de mensajeros intercedió a favor de Cortés y mandó pedir una vez más a Cacamatzin, que no intentase rebelión hacia los españoles. Como respuesta el señor de Tetzcuco, dio un ultimátum de cuatro días, añadiendo decir que su tío era una gallina, le rogó a Moctezuma que se soltase, que fuese señor y no esclavo, le dijo a Cortés que no tenía amistad con quien le quitaba la honra y reino, y que la guerra que quería hacer era en provecho de sus vasallos en defensa de su tierra y religión.

## Tortura y muerte
Aún bajo arraigo el Moctezuma intercedió una vez más en favor de Cortés a quien consideraba un semidiós (o probablemente no, según algunos historiadores), y dio la orden de mandar traer a Cacamatzin, después de entrevistarse lo puso bajo arresto, sospechando también de una conspiración en su contra. En tan solo una semana arrestó también a los señores de Tlacopan, Coyoacán, Iztapalapa (Cuitláhuac). 
Cacamatzin fue torturado por Pedro de Alvarado para confesar donde se encontraba ocultado el oro de Tetzcuco. Posteriormente, Cacamatzin y otros nobles prisioneros de Cortés, entre los que se contaban hijos e hijas de Moctezuma, murieron durante la evacuación de Tenochtitlan en la Noche Triste.